# ۱۷۷۲ (میلادی)
۱۷۷۲ (میلادی) هزار و هفتصد و هفتاد و دومین سال تقویم میلادی است.

## زادگان
- ۲ مه – نووالیس، شاعر و نویسنده آلمانی (د. ۱۸۰۱)
- ۱۰ مارس – کارل ویلهلم فریدریش اشلگل، مترجم، نویسنده، و فیلسوف آلمانی (د. ۱۸۲۹)
- ۷ آوریل – شارل فوریه، اقتصاددان و فیلسوف فرانسوی (د. ۱۸۳۷)
- ۲۱ اکتبر – ساموئل تیلور کالریج، الهی‌دان، نویسنده، شاعر، و فیلسوف بریتانیایی (د. ۱۸۳۴)

## درگذشتگان
- ۲۲ مارس – جان کانتون، فیزیک‌دان بریتانیایی (ز. ۱۷۱۸)
- ۲۶ مارس – شارل پینو دوکلو، نویسنده و تاریخ‌نگار فرانسوی (ز. ۱۷۰۴)
- ۱۶ اکتبر – احمدشاه درانی، شاعر افغان (ز. ۱۷۲۴)
- ۲۹ مارس – امانوئل سویدنبرگ، فیلسوف، الهی‌دان، و دانشمند سوئدی (ز. ۱۶۸۸)